# Domenico Grimaldi (arcivescovo)
Domenico Grimaldi talvolta francesizzato in Dominique (... – Avignone, 2 agosto 1592) è stato un arcivescovo cattolico italiano.

## Biografia
Nominato da papa Pio V commissario generale delle galee della Chiesa, partecipò alla battaglia di Lepanto nel 1571. Le sue qualità belliche lo designarono a fare carriera Stato pontificio cisalpino. Fu nominato primo rettore del Contado Venassino (1577-1584), ricevette in commendam, nel 1581, la diocesi di Savona poi l'abbazia di Montmajour, in seguito diventò vescovo di Cavaillon (1584) e arcivescovo di Avignone (1584-1592), vice-legato pontificio dal 1585 al 1589 e ancora nel 1592. Fu nominato generale degli eserciti pontifici dal 1586.

## Assedio di Ménerbes
Il 4 ottobre 1573, il villaggio di Ménerbes, sul versante settentrionale del Luberon, era occupato da truppe protestanti sotto il comando di Scipione Valavoire e Pape de Saint-Auban. La faccenda era importante e fece molto rumore poiché fu nel cuore del Contado Venassino, territorio papale, che questo assalto scandaloso ebbe luogo. Tuttavia, la risposta del pontefice arrivò solo dopo la nomina di Domenico Grimaldi come rettore del contado.
Riuscì a mobilitare nel settembre del 1577 attorno a Saporoso, il capitano pontificio, il governatore della Provenza, Enrico d'Angoulême, Gran Priore di Francia e figlio illegittimo di Enrico II, la cui indecisione ritardò la fine dell'assedio. Dopo molti bombardamenti e transazioni, il luogo, privato dell'acqua potabile, accettò di arrendersi il 9 dicembre 1578. Il coraggio degli assediati era stato tale che Grimaldi concesse loro gli onori della guerra. I protestanti, sotto la guida di Saint-Auban, si ritirarono a Murs.
Questo modo di porre fine all'assedio di Menerbes non fu di gradimento a tutti. Mentre con una compagnia di venti uomini d'arme, il parroco e suo fratello, Tommaso Grimaldi, scortavano il figlio di Enrico II verso Aix-en-Provence, caddero in un'imboscata ordita da Philippe Saignet d'Astouaud, signore di Mazan e Velleron, e suo figlio il "cavaliere di Mazan".
Furono circondati da ottanta cavalieri che uccisero Tommaso Grimaldi e quattro uomini della scorta. Il rettore, nonostante il suo cavallo ferito, fu in grado di sfuggirne e proteggere il gran priore fino a Carpentras. Nel 1580, i due Astouaud furono condannati dalla giustizia pontificia all'esilio, alla confisca delle loro proprietà; il loro castello di Mazan fu raso al suolo.
Grimaldi morì ad Avignone il 2 agosto 1592 dopo aver nominato il canonico Di Petri, vicario generale della sua arcidiocesi.